# Кондратюк Олександра Пилипівна
Олекса́ндра Пили́півна Кондратю́к (8 березня 1934, село Козачі Лагері, тепер Олешківського району Херсонської області — 4 лютого 2022) — українська радянська діячка, новатор сільськогосподарського виробництва, доярка колгоспу «Україна» Млинівського (тепер — Демидівського) району Рівненської області. Герой Соціалістичної Праці (6.09.1973). Член Ревізійної комісії КПУ в 1971—1981 р. Кандидат у члени ЦК КПУ в 1981—1990 р.

## Біографія
Народилася в бідній селянській родині, виростала в сільськогосподарській комуні. Після німецько-радянської війни перебралася з родиною в село Демидівку на Рівненщині, де спочатку наймитувала, а потім працювала в колгоспі у комсомольській ланці.
У 1951 році закінчила Сарненське училище механізації сільського господарства Рівненської області.
У 1951—1956 роках — тракторист тракторної бригади Демидівської машинно-тракторної станції (МТС) Рівненської області.
Член КПРС з 1953 року.
У 1956—1991 роках — доярка колгоспу «Україна» селища Демидівки Млинівського (тепер — Демидівського) району Рівненської області. Ініціатор руху за З—4-тисячні надої молока від корови. У 1978 році надоїла по 6926 кг молока від кожної закріпленої корови.
Потім — на пенсії у селищі Демидівці Демидівського району Рівненської області.

## Нагороди
- Герой Соціалістичної Праці (6.09.1973)
- два ордени Леніна (6.09.1973,)
- орден Жовтневої Революції
- орден Трудового Червоного Прапора
- орден Дружби народів
- медалі
- Державна премія СРСР (1985)